# تمام مردان شاه
«تمام مردان شاه» (انگلیسی: All the King's Men) یک کتاب از رابرت پن وارن است. برای اولین بار در سال ۱۹۴۶ منتشر شده و عنوان آن برگرفته از اشعار کودکان و شعری به نام هامتی دامتی است، در سال ۱۹۴۷ وارن برای این کتاب جایزهٔ پولیتزر را به دست آورد، از این کتاب فیلم‌هایی در سال ۱۹۴۹ و ۲۰۰۶ اقتباس شده است، فیلم نسخهٔ سال ۱۹۴۹ این اثر برندهٔ جایزهٔ اسکار بهترین فیلم سال شد، کتاب به عنوان سی و ششمین اثر برگزیده از بهترین رمان‌های قرن بیستم توسط کتابخانهٔ مدرن برگزیده شد، مجلهٔ تایم این کتاب را به عنوان یکی از صد رمان برتر در سال ۱۹۲۳ برگزید.

## شرح کوتاهی بر کتاب
این کتاب پن وارن بر اساس یک سری از ماجراهای واقعی نوشته شده و نویسنده با الهام گرفتن از آن وقایع که شامل زندگی یکی از سیاستمداران عوام گرای جنوب آمریکا به نام ویلی استارک در طول دهه ۱۹۳۰ میلادی است، راوی این داستان شخصی است به نام جک بوردن، یک خبرنگار سیاسی که آمده تا به عنوان دست راست فرمانده استارک و در کنار او کار کند، مسیر زندگی حرفه‌ای و سیاسی استارک با داستان جک بوردن بازتابی فلسفی به خود گرفته و به گونه‌ای شامل دو داستان گردیده، داستان ویلی استارک و داستان جک بوردن در یک معنای کلی، کتاب به شکلی بازتاب کنندهٔ کارهای اخیر پن وارن است آنجا که رمان از بازی آیه که وارن شروع به نوشتنش در سال ۱۹۳۶ کرده بود تحت عنوان گوشت افتخار شروع می‌گردد، وارن مدعی بود که که کتاب همهٔ مردان شاه از دید او کتابی نیست که دربارهٔ سیاست باشد.